# Metz Antiquitäten
Metz Antiquitäten GmbH, auch handelnd unter der Marke Metz Fine Art Heidelberg, ist ein deutsches Auktionshaus mit Sitz in Heidelberg. Es wurde 1995 durch das Ehepaar Gisela und Julian Metz (sen.) gegründet und hat sich auf klassische und zeitgenössische Kunst, hochwertige Antiquitäten sowie Design spezialisiert.

## Geschichte
Das Unternehmen ging aus einem  Familienbetrieb für Antiquitäten hervor und entwickelte sich  zu einem überregionalem  Kunst- und Auktionshaus. Seit dem Umzug in ein denkmalgeschütztes Gebäude in der Heidelberger Weststadt im Jahr 2007 präsentiert sich Metz Fine Art als  Plattform für klassische und zeitgenössische Kunst, hochwertige Antiquitäten, Design und angewandte Kunst.

## Tätigkeit
Neben regelmäßigen Auktionsveranstaltungen organisiert das Haus auch Sonderauktionen und Sammlungsauflösungen, zuletzt etwa die Versteigerung der Kunstsammlung des Rechtswissenschaftlers Erik Jayme im März 2025. Das Unternehmen legt nach eigenen Angaben  Wert auf Seriosität, wissenschaftliche Katalogisierung und persönliche Kundenbetreuung.